# Paulette Andrieux
Pour les articles homonymes, voir Andrieux.
Paulette Andrieux, née le 17 mai 1922 à Paris et morte le 10 février 2013 à Courbevoie,, est une actrice et attachée de presse française.

## Biographie
Elle est inhumée au cimetière des Fauvelles, à Courbevoie (Hauts-de-Seine).

## Filmographie

### Actrice
- 1949 : L'Inconnue n°13 de Jean-Paul Paulin : Mme Oriane
- 1949 : Les Eaux troubles
- 1949 : Tabusse : Julia
- 1950 : L'Inconnue de Montréal
- 1951 : Casabianca : Maria
- 1952 : Manina, la fille sans voiles
- 1953 : Die blaue Stunde : Lou
- 1953 : Alerte au Sud de Jean Devaivre : La petite rousse
- 1956 : Mistou ou Comment l'esprit vient aux filles : Une girl

### Attachée de presse
- 1962 : Les Mystères de Paris
- 1965 : Fantômas se déchaîne
- 1967 : Estouffade à la Caraïbe
- 1969 : Mon oncle Benjamin
- 1970 : Le Distrait
- 1973 : Le Silencieux
- 1973 : Salut l'artiste
- 1974 : La Gifle
- 1975 : Le Téléphone rose
- 1976 : Oublie-moi, Mandoline
- 1976 : Un éléphant ça trompe énormément
- 1977 : Nous irons tous au paradis
- 1978 : Sale rêveur
- 1980 : La Boum
- 1983 : L'Été de nos quinze ans
- 1985 : L'Amour en douce
- 1990 : La Campagne de Cicéron